# Lac Pend Oreille
Le lac Pend Oreille (Lake Pend Oreille) est un lac de l'Idaho Panhandle, dans l'Idaho aux États-Unis.

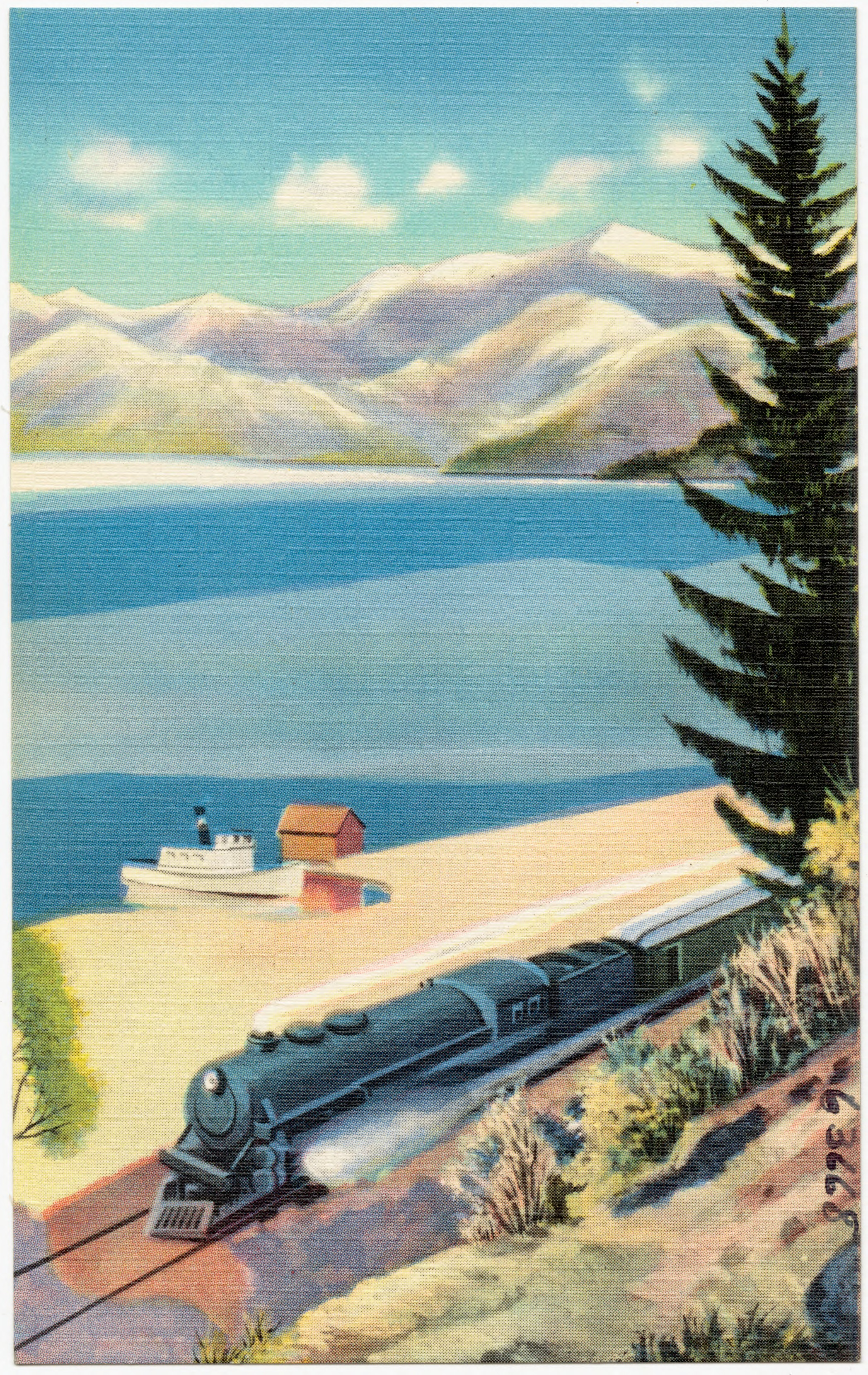
« Lake Pend Oreille in Idaho, among the many beautiful mountain lakes of the Spokane country is Lake Pend Oreille cradled by the Cabinet and Selkirk mountains ». Carte postale Tichnor Brothers. Entre 1930 et 1945.

Alimenté par la Clark Fork et la Pack, il donne naissance à la Pend Oreille.